# 1997 Голяма награда на Унгария
1997 Голяма награда на Унгария е 12-о за Голямата награда на Унгария и единадесети кръг от Сезон 1997 във Формула 1, който се провежда на 10 август 1997, на пистата Хунгароринг, Будапеща, Унгария. Това състезание ще се запомни с чудесното представяне на действащия шампион Деймън Хил който повече по-голямата част на състезанието с 35 секунди пред останалите докато повреда в неговия Ероуз-Ямаха даде шанса на Жак Вилньов да го изпревари за първа позиция и за победата.

## Квалификация
Хил, действащият световен шампион често е бил в задната част на колоната и е 17-и в шампионата при пилотите. Но пристигайки в Хунгароринг той постави пето най-добро време в петъчната сесия в своята единствена обиколка, след като стоя 55 минути в гаража на отбора си. По-късно Хил се нареди трети зад Вилньов и Михаел Шумахер който е отново на пол-позиция. Съотборникът на Хил, Педро Диниз нямаше хубав ден като се класира едва 18-и, като на няколко пъти се завъртя поради прекаленото износване на гумите. Същите проблеми сполетяха и пилота на Макларън, Дейвид Култард, въпреки че неговите механици откриха че той се завъртя поради проблем с електрониката на своята скоростна кутия. Той завърши квалификацията на 8-а позиция, докато Мика Хакинен се класира 4-ти, като в един момент е втори преди да бъде изместен от Вилньов и после от Хил. Пилотите на Бенетон имаха също разочороващ ден след геройствата в Хокенхаймринг. Бергер развали своите шансове, като се завъртя при опита си за най-бърза обиколка, а след това се провали да вземе резервния си болид навреме и така той остана 7-и. Жан Алези(класирайки се 9-и) се тревожи за негово бъщеде във Формула 1 след като той най-вероятно няма да се състезава за италианския тим за 1998, най-вече поради лошите си резултати. Джони Хърбърт завърши 10-и в квалификацията, но тимът му е глобен с 25.000 $ от ФИА поради нелегално гориво които използват. Завърналият се от контузия Джани Морбидели е 15-и на около половин секунда от съотборника си.

## Състезание
Стартът мина без драми, но Хил направи чудесен старт измествайки Вилньов от втората позиция. Еди Ървайн(стартирайки 5-и) също направи добър старт и излезе зад Хил, изпреварвайки Хакинен и бавно-стартиращия Вилньов. Пилотите на Бенетон почти се удариха което даде шанс на Хърбърт да изпревари и двамата. В ранната част на състезанието се видя, че Шумахер не се откъсва от Хил и преследващата група от Ървайн. Хил по-късно каза че е видял как Михаел износва прекалено гумите си. След 6 обиколки Деймън започва да притиска германеца, докато Ървайн трябваше да спре в бокса след като унищожи своите гуми в първия си стинт. Намаляващото темпо на Шумахер даде шанс на Хакинен, двата Уилямса, Култард и Хърбърт да се приближат до германеца и Хил. След това в 11-а обиколка, момента на Хил настъпи като изпревари от вътрешната страна на завоя Ферари-то на Михаел за да пое водачеството.
Шумахер спря в 14-а обиколка за смяна на гуми, докато Хакинен отпадна с проблеми с хидравликата. Двата Уилямс-а преследваха Хил и намалиха разликата макар и малко, преди да изпитват проблеми със затворения с обиколка съотборник на Хил, Педро Диниз. Вилньов спря в 24-та обиколка, следвайки от Хил обиколка по-късно. Хайнц-Харалд Френтцен излезе начело преди и той да спре давайки водачеството на Хил отново. Скоро шампионът за 1996 направи огромна преднина пред останалите благодарение на гумите Бриджстоун който са по болида на Хил. В 36-а обиколка той имаше около 12-секундна разлика, после в 40-а обиклока нарасна на 17 секунди, и в 48-ата обиколка на 25 секунди. Той спря за втори път в бокса и остана на първа позиция вече с 35-секундна преднина пред всички останали. Всичко изглеждаше че Хил е напът да спечели състезанието преди проблем с хидравликата попречи на Хил за около две обиколки. Това даде шанс на Вилньов да се доближи и в последната обиколка да се приближи достатъчно за да го изпревари при спускането като лявата част на Уилямс-а излезе от трасето. Така канадецът финишира на първа позиция и спечели изненадваща победа в това състезание за отбора си. Девет секунди по-късно Деймън финишира на втора позиция след проблемите които изпитваше, но достатъчно за да бъде 20 секунди пред третия от Заубер, Джони Хърбърт. Въпреки разочорованието в пита на Ероуз, това е 299-о състезание без да са постигнали победа. След тях са двамата братя Шумахер, Михаел и Ралф и Шинджи Накано.
Съотборникът на Хил, Диниз имаше не толкова добър ден. Той обясни че направи добър старт но двата Минарди-та направиха камикадзски ход в опит да го изпреварят и тримата се отзоваха извън трасето. Междувременно Хайнц-Харалд Френцтен изчезна от финиширалите на състезанието, с теч на горивото в 29-а обиколка което доведе и до избухване на малки пламъци по заднана част на Уилямс-а. Той влезе при своите механици, за да открият че конектора за горива е счупен и не можаха да заредят колата на Френтцен. Еди Ървайн, който имаше възможност за влизане в зоната на точките, се завъртя на последната обиколка, след като е ударен отзад от Шинджи Накано в битка за 5-а позиция. Все пак северно-ирландеца е класиран 9-и.

## Класиране

### Квалификация
| Поз | No | Пилот                | Конструктор       | Време    | Разлика |
| --- | -- | -------------------- | ----------------- | -------- | ------- |
| 1   | 5  | Михаел Шумахер       | Ферари            | 1:14.672 |         |
| 2   | 3  | Жак Вилньов          | Уилямс-Рено       | 1:14.859 | + 0.187 |
| 3   | 1  | Деймън Хил           | Ероуз-Ямаха       | 1:15.044 | + 0.372 |
| 4   | 9  | Мика Хакинен         | Макларън-Мерцедес | 1:15.140 | + 0.468 |
| 5   | 6  | Еди Ървайн           | Ферари            | 1:15.424 | + 0.752 |
| 6   | 4  | Хайнц-Харалд Френцен | Уилямс-Рено       | 1:15.520 | + 0.848 |
| 7   | 8  | Герхард Бергер       | Бенетон-Рено      | 1:15.699 | + 1.027 |
| 8   | 10 | Дейвид Култард       | Макларън-Мерцедес | 1:15.705 | + 1.033 |
| 9   | 7  | Жан Алези            | Бенетон-Рено      | 1:15.905 | + 1.233 |
| 10  | 16 | Джони Хърбърт        | Заубер-Петронас   | 1:16.138 | + 1.466 |
| 11  | 22 | Рубенс Барикело      | Стюарт-Форд       | 1:16.138 | + 1.466 |
| 12  | 14 | Ярно Трули           | Прост-Муген-Хонда | 1:16.297 | + 1.625 |
| 13  | 12 | Джанкарло Фисикела   | Джордан-Пежо      | 1:16.300 | + 1.628 |
| 14  | 11 | Ралф Шумахер         | Джордан-Пежо      | 1:16.686 | + 2.014 |
| 15  | 17 | Джани Морбидели      | Заубер-Петронас   | 1:16.766 | + 2.094 |
| 16  | 15 | Шинджи Накано        | Прост-Муген-Хонда | 1:16.784 | + 2.112 |
| 17  | 23 | Ян Магнусен          | Стюарт-Форд       | 1:16.858 | + 2.186 |
| 18  | 18 | Йос Верстапен        | Тирел-Форд        | 1:17.095 | + 2.423 |
| 19  | 2  | Педро Диниз          | Ероуз-Ямаха       | 1:17.118 | + 2.446 |
| 20  | 20 | Укио Катаяма         | Минарди-Харт      | 1:17.232 | + 2.560 |
| 21  | 19 | Мика Сало            | Тирел-Форд        | 1:17.482 | + 2.810 |
| 22  | 21 | Тарсо Маркес         | Минарди-Харт      | 1:18.020 | + 3.348 |

### Състезание
| Поз | No | Пилот                | Конструктор       | Обиколки | Време/Отпадане | Място | Точки |
| --- | -- | -------------------- | ----------------- | -------- | -------------- | ----- | ----- |
| 1   | 3  | Жак Вилньов          | Уилямс-Рено       | 77       | 1:45:47.149    | 2     | 10    |
| 2   | 1  | Деймън Хил           | Ероуз-Ямаха       | 77       | +9.079         | 3     | 6     |
| 3   | 16 | Джони Хърбърт        | Заубер-Петронас   | 77       | +20.445        | 10    | 4     |
| 4   | 5  | Михаел Шумахер       | Ферари            | 77       | +30.501        | 1     | 3     |
| 5   | 11 | Ралф Шумахер         | Джордан-Пежо      | 77       | +30.715        | 14    | 2     |
| 6   | 15 | Шинджи Накано        | Прост-Муген-Хонда | 77       | +41.512        | 16    | 1     |
| 7   | 14 | Ярно Трули           | Прост-Муген-Хонда | 77       | +1:15.552      | 12    |       |
| 8   | 8  | Герхард Бергер       | Бенетон-Рено      | 77       | +1:16.409      | 7     |       |
| 9   | 6  | Еди Ървайн           | Ферари            | 76       | Завъртане      | 5     |       |
| 10  | 20 | Укио Катаяма         | Минарди-Харт      | 76       | +1 Об.         | 20    |       |
| 11  | 7  | Жан Алези            | Бенетон-Рено      | 76       | +1 Об.         | 9     |       |
| 12  | 21 | Тарсо Маркес         | Минарди-Харт      | 75       | +2 Об.         | 22    |       |
| 13  | 19 | Мика Сало            | Тирел-Форд        | 75       | +2 Об.         | 21    |       |
| Отп | 10 | Дейвид Култард       | Макларън-Мерцедес | 65       | Електро        | 8     |       |
| Отп | 18 | Йос Верстапен        | Тирел-Форд        | 61       | Ск.кутия       | 18    |       |
| Отп | 2  | Педро Диниз          | Ероуз-Ямаха       | 53       | Електро        | 19    |       |
| Отп | 12 | Джанкарло Фисикела   | Джордан-Пежо      | 42       | Завъртане      | 13    |       |
| Отп | 4  | Хайнц-Харалд Френцен | Уилямс-Рено       | 29       | Теч-гориво     | 6     |       |
| Отп | 22 | Рубенс Барикело      | Стюарт-Форд       | 29       | Двигател       | 11    |       |
| Отп | 9  | Мика Хакинен         | Макларън-Мерцедес | 12       | Хидравлика     | 4     |       |
| Отп | 17 | Джани Морбидели      | Заубер-Петронас   | 7        | Двигател       | 15    |       |
| Отп | 23 | Ян Магнусен          | Стюарт-Форд       | 5        | Инцидент       | 17    |       |

## Класиране след състезанието
| Поз | Пилот                | Точки |
| --- | -------------------- | ----- |
| 1   | Михаел Шумахер       | 56    |
| 2   | Жак Вилньов          | 53    |
| 3   | Жан Алези            | 22    |
| 4   | Герхард Бергер       | 20    |
| 5   | Хайнц-Харалд Френцен | 19    |
| 6   | Еди Ървайн           | 18    |
| 7   | Оливие Панис         | 15    |
| 8   | Дейвид Култард       | 14    |

| Поз | Конструктор       | Точки |
| --- | ----------------- | ----- |
| 1   | Ферари            | 74    |
| 2   | Уилямс-Рено       | 72    |
| 3   | Бенетон-Рено      | 46    |
| 4   | Макларън-Мерцедес | 28    |
| 5   | Прост-Муген-Хонда | 20    |
| 6   | Джордан-Пежо      | 19    |
| 7   | Заубер-Петронас   | 12    |
| 8   | Ероуз-Ямаха       | 7     |

- Бележка: И в двете класирания са показани само първите пет отбора.